# 翟山站
翟山站是徐州地铁3号线的地铁站，位于中华人民共和国江苏省徐州市铜山区北京路与欣欣路交叉口西北侧，于2021年6月28日开通。

## 车站结构
翟山站沿北京路南北设置，为地下二层岛式站台车站，车站长227.6米，标准段宽19.7米，车站地下一层为站厅层，地下二层为站台层，站台设置全高站台门。
| 地面              | 出入口 | 1a、1c、2出入口                                                                                               |
| 地下一层          | 站厅   | 客服中心、自动售票机、验票机                                                                                  |
| 地下二层          | 站台   | \| \| \| █ 3号线往振兴大道（南三环路） \| \| 島式 · 開左邊车门 \| \| \| \| \| \| █ 3号线往银山（师范大学） \| |
|                   |        | █ 3号线往振兴大道（南三环路）                                                                                 |
| 島式 · 開左邊车门 |        | |
|                   |        | █ 3号线往银山（师范大学）                                                                                     |

## 车站出口
翟山站目前开放2个出入口，各出口及周围设施如下所示：
| 出口编号            | 照片 | 出口指示         | 建议前往的目的地                 |
| ------------------- | ---- | ---------------- | -------------------------------- |
| 1 · a · 出口        |      | 北京北路（西侧） | 国家管网集团东部原油储运有限公司 |
| 1 · c · 出口        |      | 北京北路（西侧） | 铜山中学                         |
| 2 · 出口 · （设有） |      | 北京北路（东侧） | 大润发                           |
| 图例： 设有         |      |                  |                                  |

## 接驳交通

### 公交车
- 翟山地铁站：11路，19路，36路，61路，79路，95路，199路

## 车站历史
本站工程名与正式站名均为翟山站，以车站所处的翟山街道命名。
- 2019年11月6日，车站主体结构封顶[2]。
- 2021年6月28日，车站随3号线一期通车开通[1]。